# Laguna del Pescado (localidad)
Laguna del Pescado o Paraje La Tacuara es una localidad y centro rural de población con junta de gobierno de 4.ª categoría del distrito Laguna del Pescado del departamento Victoria, en la provincia de Entre Ríos, República Argentina. Se desarrolla linealmente sobre la ruta provincial 11, 15 km al sudeste de Victoria, y 3 km al norte de la laguna del Pescado en el delta del río Paraná.
La población de la localidad, es decir sin considerar el área rural, era de 44 personas en 2001 y no fue considerada localidad en el censo de 1991. La población de la jurisdicción de la junta de gobierno era de 94 habitantes en 2001.
En 2011 el paraje se convirtió en atracción para los interesados en OVNIs por la aparición de huellas de forma ovalada. La capilla dedicada a Rita de Casia es objeto de peregrinación en la zona. La costa de la laguna no se encuentra poblada y cuenta con una importante reserva ictícola, se prevé conservarla mediante una reserva natural.
La junta de gobierno fue creada por decreto 966/1984 MGJE del 28 de marzo de 1984 y sus límites jurisdiccionales fueron establecidos por decreto 2330/1987 MGJE del 14 de mayo de 1987.